# إيباي غوميز
إيباي غوميز (بالإسبانية: Ibai Gómez) مواليد 11 نوفمبر 1989 في بلباو، هو لاعب كرة قدم إسباني يلعب مع ديبورتيفو ألافيس كلاعب وسط.

## المسيرة الاحترافية

### أندية لعب لها
- نادي سيستاو ريفر
- أتلتيك بيلباو ب
- أتلتيك بيلباو
- ديبورتيفو ألافيس

## روابط خارجية
- إيباي غوميز على موقع قاعدة بيانات كرة القدم.إي يو (الإنجليزية)
- إيباي غوميز على موقع Soccerbase.com (لاعب) (الإنجليزية)
- إيباي غوميز على موقع Soccerway.com (الإنجليزية)
- إيباي غوميز على موقع عالم كرة القدم.نت (الإنجليزية)
- إيباي غوميز على موقع AS.com (الإسبانية)